# Hamburgische Staatsoper

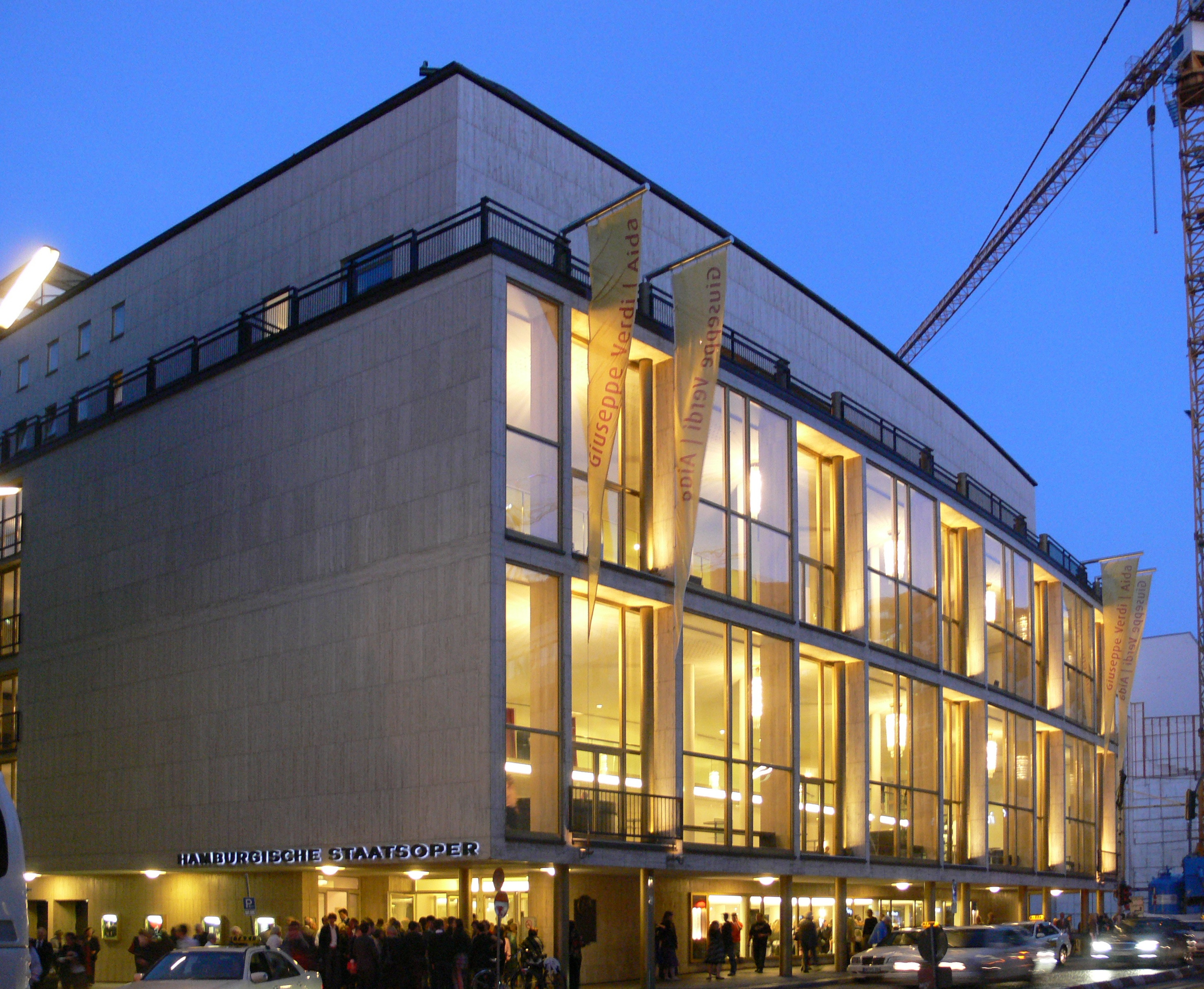
Fassade zur Dammtorstraße (2010)

Die Hamburgische Staatsoper in der Hamburger Neustadt geht auf eine 1678 gegründete Oper am Gänsemarkt zurück. Seit 1827 befindet sich das Opernhaus an der Dammtorstraße. Das Vorderhaus wurde 1943 durch Luftangriffe zerstört und bis 1955 im Stil der Nachkriegsmoderne wiederaufgebaut. Zu den Komponisten und Dirigenten, die am Haus wirkten, zählen unter anderem Telemann, Händel und Mahler. Die Oper beherbergt unter ihrem Dach die Staatsoper Hamburg, das Philharmonische Staatsorchester und das Hamburg Ballett.

## Geschichte

### Oper am Gänsemarkt (1678 bis 1738)
Die Hamburger Oper am Gänsemarkt wurde am 2. Januar 1678 unter dem Namen Opern-Theatrum als erstes privatwirtschaftlich geführtes Opernhaus in Deutschland gegründet. Gespielt wurde in einem länglichen Holzbau am Jungfernstieg, Ecke Gänsemarkt, der 1677 von dem italienischen Baumeister Girolamo Sartorio erbaut wurde.
Zur Eröffnung wurde das Singspiel Adam und Eva oder Der Erschaffene, Gefallene und Aufgerichtete Mensch von Johann Theile aufgeführt. Dieses religiöse Sujet war ein Zugeständnis an die vom Pietismus beeinflusste Hamburger Pfarrerschaft, die heftig gegen diese weltliche Institution opponiert hatte. Die Befürworter der Oper unter den lutherisch orthodoxen Pfarrern ergriffen für diese Partei. Es kam zum ersten Theaterstreit.
Vom Ende des 17. bis etwa 1725 nahm die Hamburger Oper eine führende Rolle in der musikalischen Welt Europas ein. Vor allem die Aufführung von Werken der bedeutenden Komponisten Reinhard Keiser, Georg Philipp Telemann oder Georg Friedrich Händel unterstreichen dies. Händel war während seiner Hamburger Jahre auch als Geiger und Cembalist bei der Oper beschäftigt. 1705 wurde hier seine erste Oper Almira uraufgeführt.
1738 musste das privatwirtschaftlich geführte Haus infolge von Misswirtschaft und nachlassendem Publikumszuspruch schließen. Das Haus wurde bis zum Abriss 1763 noch als Bühne für herumziehende Komödiantengruppen genutzt. Zum Niedergang in den 1730er Jahren trug wohl der Einfluss einer italienischen Direktion und die Dominanz italienischer Opern mit „abscheulichen“ Tänzen bei.

### Ackermann’sches Haus (1765 bis 1827)

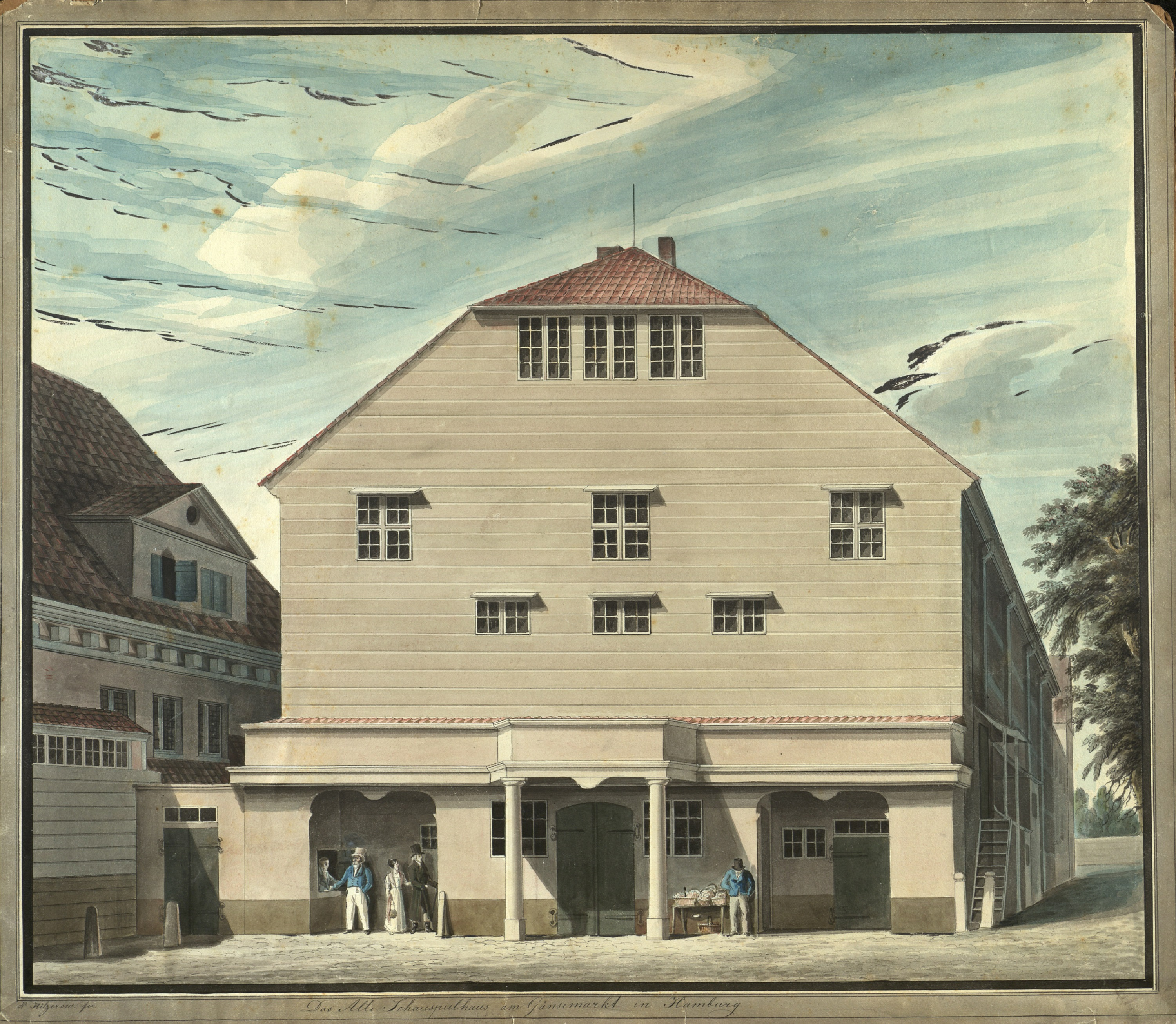
Theater am Gänsemarkt um 1820

Im am selben Ort neu errichteten Comödienhaus der Ackermann’schen Schauspielergruppe, einem schlichten Bau mit Walmdach des Baumeisters Johann David Fischer, wurden ab dem 31. Juli 1765 wieder Opern im Wechsel mit Schauspiel und Musiktheater aufgeführt. Von 1767 bis 1769 übernahm das Hamburger Nationaltheater, auch Entreprise genannt, das Haus unter der Leitung von Johann Friedrich Löwen. Lessing war der Dramaturg der Bühne, brachte hier am 30. September 1767 die Minna von Barnhelm zur Uraufführung und gab die Hamburgische Dramaturgie heraus. Ab 1771 führte Friedrich Ludwig Schröder das Haus mit einigem Erfolg. So fand am 29. August 1787 hier die Uraufführung von Friedrich Schillers Drama Don Carlos statt.

### Stadttheater an der Dammtorstraße (1827 bis 1934)

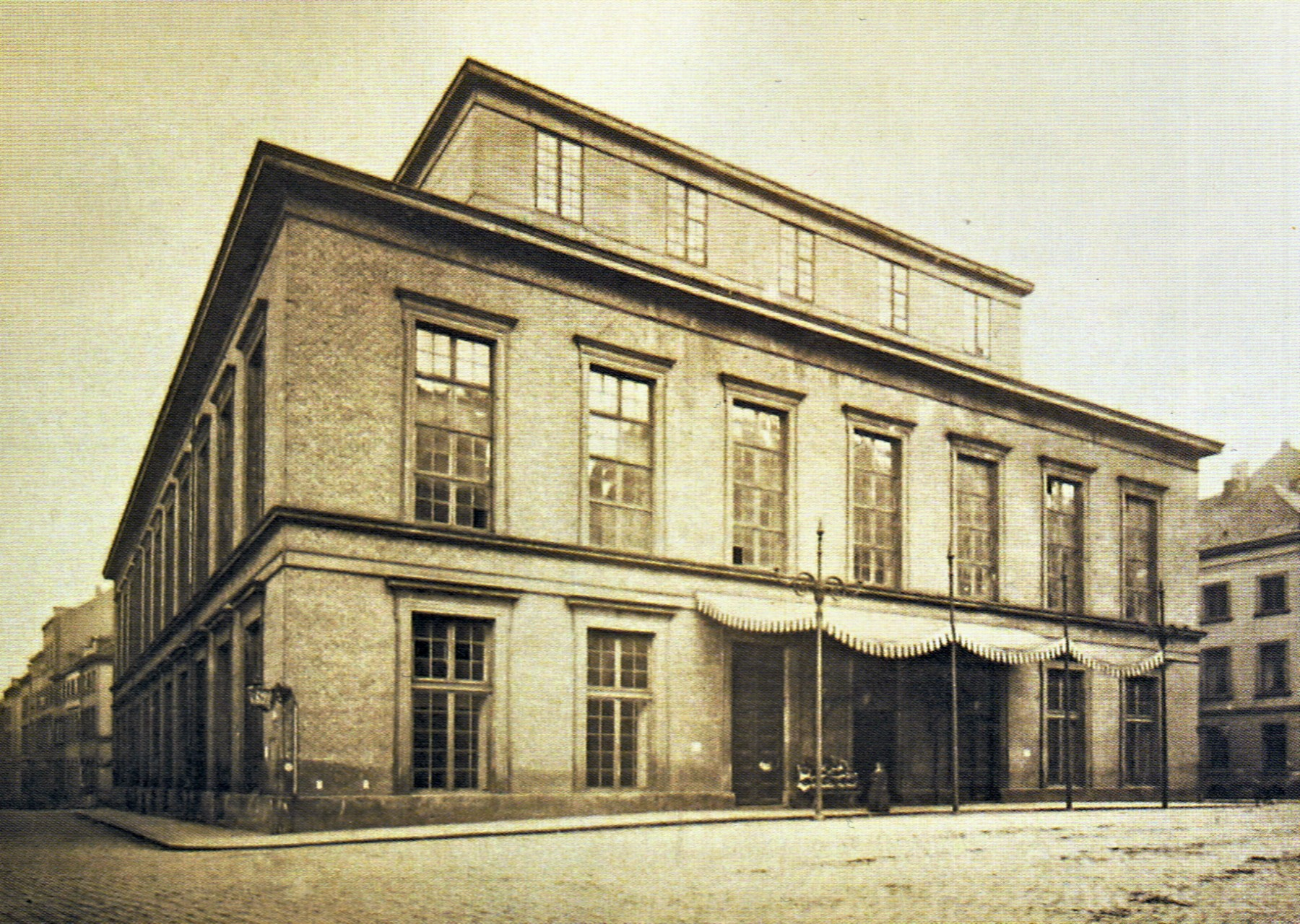
Das alte Stadttheater, erbaut von Carl Ludwig Wimmel 1827, Aufnahme um 1865

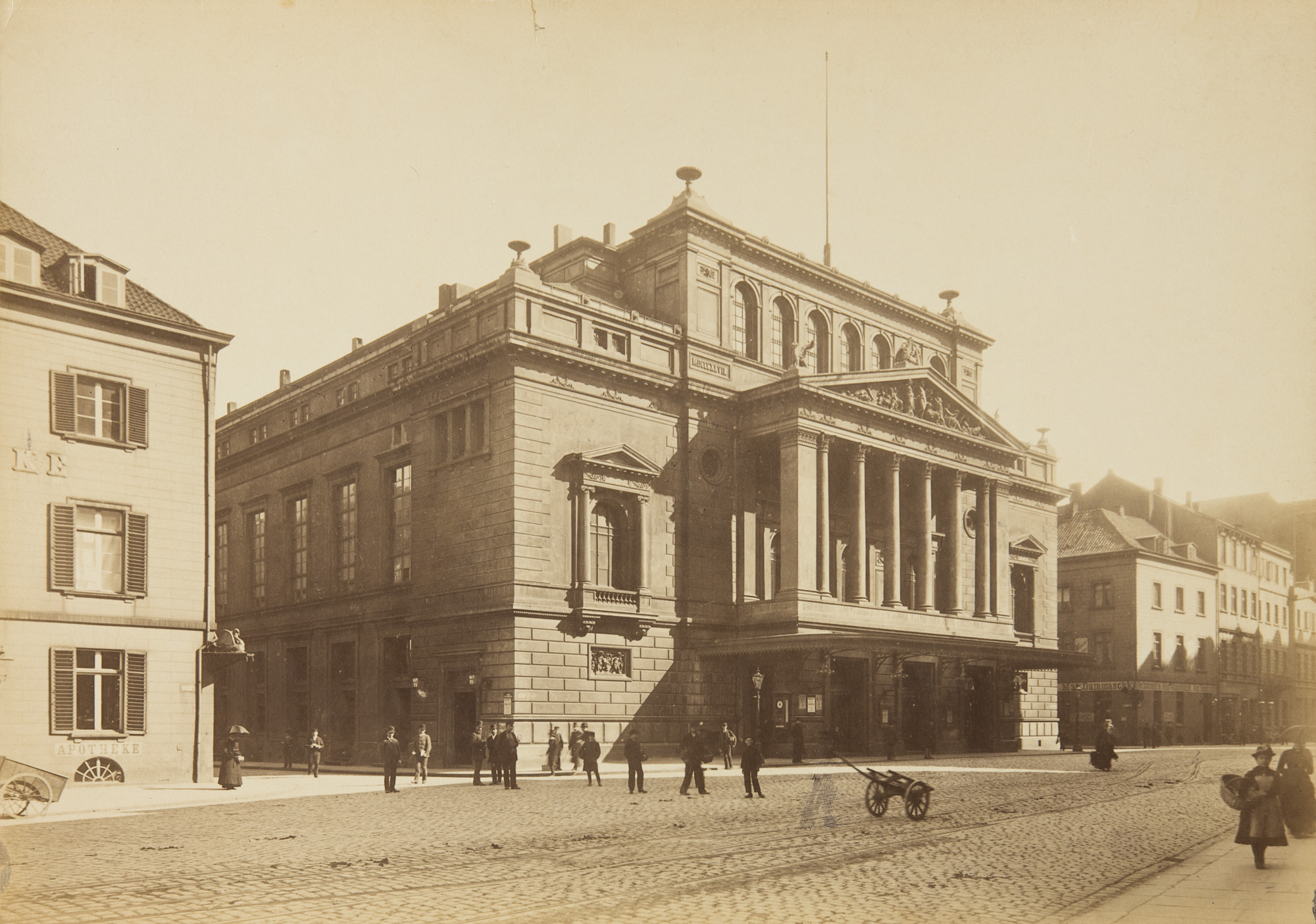
Das alte Stadttheater mit neuer Fassade von Martin Haller 1874, Fotografie von Georg Koppmann 1887

Am 3. Mai 1827 zog die Bühne als Stadt-Theater in ein neues Haus auf dem Gelände des ehemaligen Kalkhofs an der Dammtorstraße. Es war ein Bau nach Plänen von Karl Friedrich Schinkel, ausgeführt und dabei stark vereinfacht von Carl Ludwig Wimmel. Das neue Haus hatte Platz für 2.500 Zuschauer. Speziell die Akustik hob den neuen Bau gegenüber anderen Opernhäusern seiner Zeit ab. Damit baute die Hamburger Oper ihren internationalen Ruf weiter aus. Da die klassizistische Fassade Wimmels vielen Zeitgenossen jedoch zu nüchtern erschien, erhielt der Bau in den 1873/1874 eine neue repräsentative Fassade von Martin Haller.
Von 1874 bis 1897 war Bernhard Pollini Direktor des damaligen sog. Stadttheaters. Pro Woche standen regelmäßig viermal Oper, zweimal Schauspiel, einmal Operette oder Ballett auf dem Programm. Pollini war außerordentlich erfolgreich, erzielte volle Häuser und stattliche Überschüsse. Er brachte 175 Erstaufführungen, davon 51 Uraufführungen, auf die Bühne. Er verpflichtete bedeutende Sänger und Dirigenten, denen er hohe Gagen bezahlte und brachte das Haus damit auf ein hohes künstlerisches Niveau. Bekannte Komponisten wie etwa Puccini und Tschaikowsky wurden engagiert, um ihre eigenen Werke zu dirigieren. Im Jahre 1891 berief Pollini Gustav Mahler als Nachfolger von Hans von Bülow als Ersten Kapellmeister. Gemeinsam mit ihm organisierte er ein Gastspiel des Ensembles an die Covent Garden Opera nach London, bei dem unter dem Dirigat von Mahler Der Ring des Nibelungen von Richard Wagner und weitere Opern aufgeführt wurden.
Weitere bedeutende Sänger, die Pollini nach Hamburg verpflichtete, waren unter anderen Albert Niemann, Katharina Klafsky oder Anna von Mildenburg.
Im Oktober 1906 und mit Gastspielen bis 1913 begeisterte Enrico Caruso in diversen Rollen das Hamburger Publikum.
Im Ersten Weltkrieg wurden Mitarbeiter der Oper aus allen Bereichen zum Wehrdienst einberufen. Dennoch wurde der Spielbetrieb auch in den Kriegsjahren aufrechterhalten.
1925 stimmte die Hamburgische Bürgerschaft dem Umbau des Bühnenhauses zu, der bis 1926 nach Plänen des Büros Hermann Distel und August Grubitz erfolgte. Diese gestalteten das Bühnenhaus im damals modischen Art déco. Das Bühnenhaus ist in seiner Struktur bis heute erhalten.

### Hamburgische Staatsoper im Nationalsozialismus (1934 bis 1945)

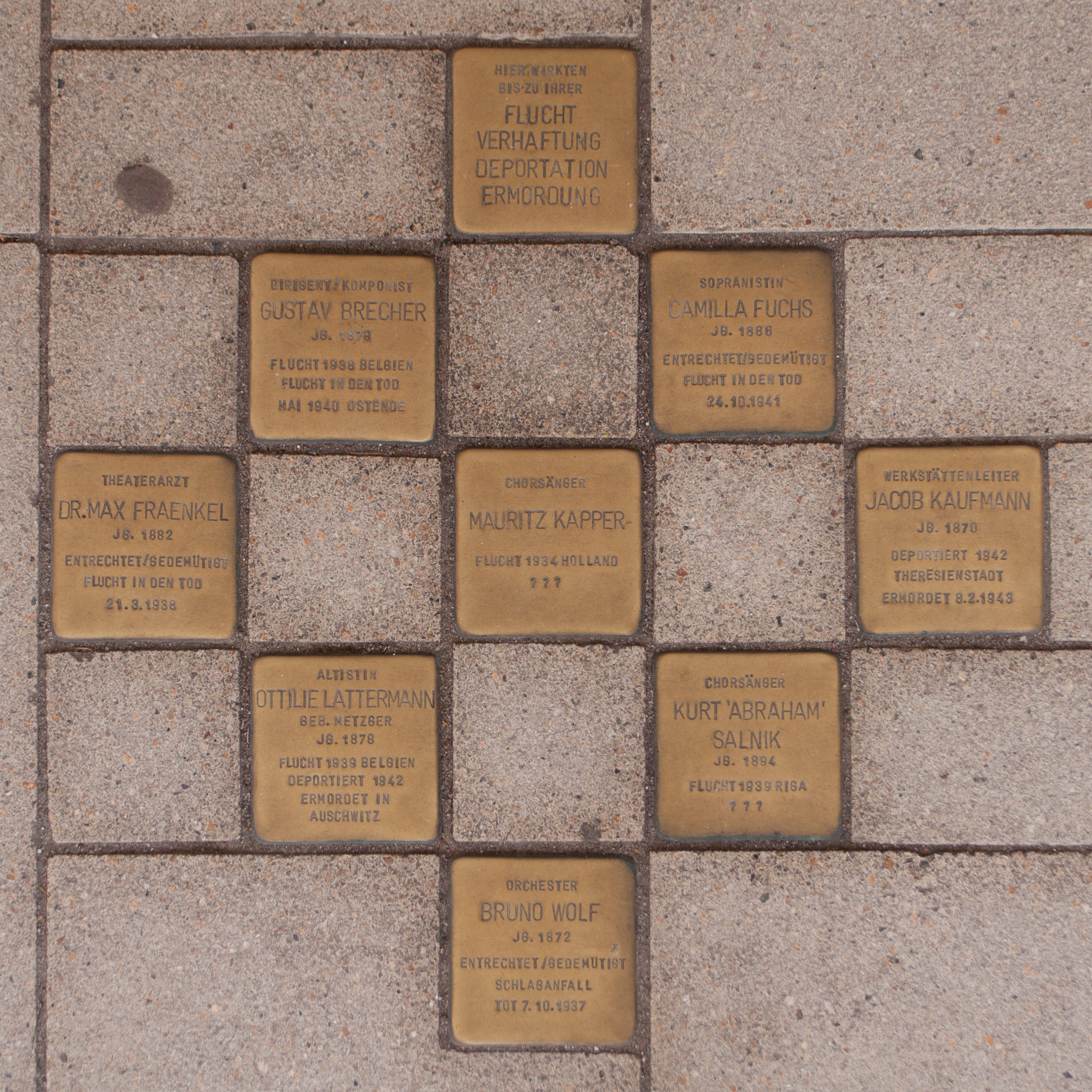
Teil der Stolpersteine vor der Staatsoper

1932, also noch vor der Machtergreifung, wurden mit Walter Raeke und Gustav Grupe zwei Bürgerschaftsabgeordnete der NSDAP in den Aufsichtsrat der Oper aufgenommen. Der Vorschlag dafür kam vom Staatsrat Leo Lippmann, der auf diese Weise wohl Kritik der völkischen Presse am jüdischen Einfluss auf die Oper zuvorkommen wollte – besonders richteten sich diese Angriffe gegen den Intendanten Leopold Sachse, den Generalmusikdirektor Egon Pollak und den Dirigenten Werner Wolff.
Mit dem Ziel der Kostenreduktion wurden alle Solistenverträge gekündigt, an deren Stelle Neuverträge mit geringeren Gagen treten sollten. Im Zuge dieser Umstrukturierung trennte man sich von den jüdischen Sängerinnen Helene Falk, Emmy Land und Anny Münchow, auch Kapellmeister Werner Wolff und Dramaturg Friedrich Heller-Halberg erhielten keinen neuen Vertrag. Anfang 1933 wurde Intendant Leopold Sachse durch Heinrich Strohm ersetzt. 1933/34 kündigte die Direktion der Hamburger Oper schließlich fast allen noch verbliebenen jüdischen Künstlerinnen, darunter Rosa Book,  Hans Grahl, Julius Gutmann und Paul Schwarz. Einzig die sehr beliebte Mezzosopranistin Sabine Kalter durfte noch bis Anfang 1935 auftreten und emigrierte dann nach London. Vor der Oper wurden 2007 im Zuge der Ausstellung „Verstummte Stimmen“ zwölf Stolpersteine verlegt, die an die Opfer von Deportation, Vernichtung und Entrechtung unter den Mitwirkenden der Staatsoper erinnern.
1934 folgte in der Zeit des Nationalsozialismus eine erneute Umbenennung, diesmal in den bis heute gültigen Namen Hamburgische Staatsoper.
Bei einem Luftangriff in der Nacht vom 2. auf den 3. August 1943, kurz vor dem Ende der Operation Gomorrha, wurde der Zuschauerraum völlig zerstört, lediglich das Bühnenhaus blieb verschont.

### Wiederaufbau nach Kriegsende (1945 bis 1955)

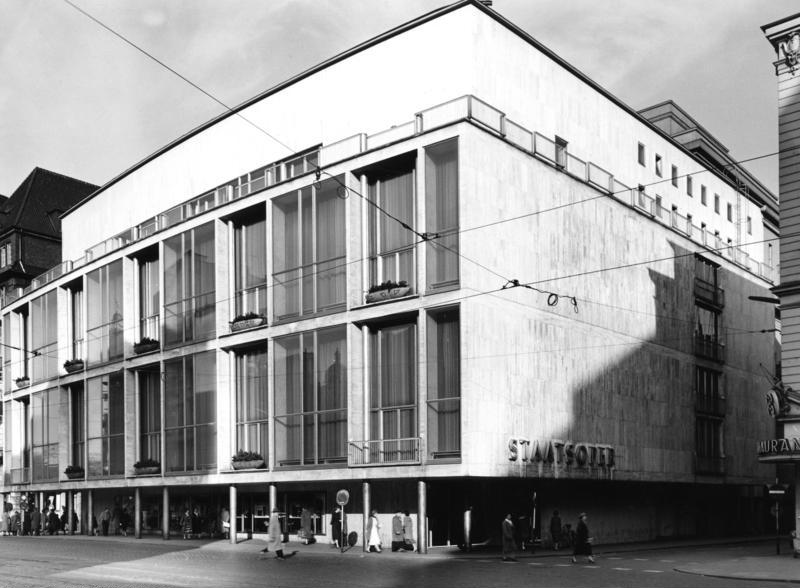
Die neue Staatsoper von Gerhard Weber von 1955, Außenansicht 1957

1946 genehmigte die britische Militärregierung neue Aufführungen. Der Zuschauerraum wurde erst provisorisch ins Bühnenhaus integriert, später in die Ruine des Vorderhauses erweitert, sodass wieder 1.200 Zuschauer Platz fanden. 1952 initiierte Alfred Toepfer die Stiftung Wiederaufbau der Hamburgischen Staatsoper. Die Stiftung sammelte unter ihrem ehrenamtlichen Geschäftsführer Wilhelm Oberdörffer innerhalb weniger Monate 1,5 Millionen Mark an Spendengeldern.
Ursprünglich sollte das Zuschauerhaus durch Werner Kallmorgen wiederaufgebaut werden. Der neugewählte Oberbaudirektor Hebebrand setzte aber einen Wettbewerb durch, der in einem umstrittenen Abriss und Neubau mündete. 1953 begann der Neuaufbau mit dem Abriss der Vorderhausruine. Bis 1955 entstand dann ein neues Zuschauerhaus mit ca. 1.690 Sitzplätzen nach Plänen von Gerhard Weber, das mit einer Aufführung von Mozarts Zauberflöte am 15. Oktober 1955 eröffnet wurde. Das erhaltene Bühnenhaus von 1925/1926 (Distel & Grubitz) und das 1953/1955 neugebaute Zuschauerhaus (Weber) stehen heute unter Denkmalschutz.

### Entwicklung seit 1955
Von 2001 bis 2005 wurde bei laufendem Betrieb das neue Betriebsgebäude hinter dem Haupthaus gebaut, das Platz für drei Probebühnen, Orchesterprobensaal, Chorsaal, Ballettsaal und die Studiobühne opera stabile bietet. Die „Mantelbebauung“ mit Wohnungen und Büros verhindert, dass eine fensterlose und ungegliederte Fassade der mehrstöckigen Säle im Betriebsgebäude das Stadtbild in den umliegenden Straßen negativ beeinflusst. Die Brutto-Grundfläche des Neubaus ist 13.700 m² groß, Bauherr war die städtische Sprinkenhof AG. Von der Nutzfläche gingen etwa 8.500 m² an die Oper (Betriebsgebäude), etwas 6.000 m² werden durch Geschäfte und Büros genutzt (Mantelgebäude).
Von 2017 bis 2018 wurde im Stadtteil Rothenburgsort ein Neubau für Fundus und Bühnenwerkstätten der Staatsoper erbaut. Dieser zentrale Bau im Gewerbegebiet „Billebogen“ ersetzt drei Standorte, auf welche diese Arbeitsbereiche vorher verteilt waren. Auf einer Fläche von etwa 20.000 m² werden hier Bühnenbild, Requisiten und Kostüme hergestellt und eingelagert.
Seit 2022 wirbt Klaus-Michael Kühne für den Bau eines neuen Opernhauses und stellte eine Förderung von bis zu 330 Millionen Euro in Aussicht.

## Bekannte Mitwirkende
Die australische Dirigentin Simone Young war von 2005 bis 2015 in Doppelfunktion sowohl Intendantin als auch Generalmusikdirektorin des Hauses. Seit 2015 ist Kent Nagano Generalmusikdirektor der Hamburgischen Staatsoper und des Philharmonischen Staatsorchesters Hamburg. Opern- und Orchesterintendant ist der Schweizer Georges Delnon. Zu Beginn der Spielzeit 2025/2026 soll der Dirigent Omer Meir Wellber Nachfolger von Nagano werden, zeitgleich soll Tobias Kratzer neuer Intendant werden.
Anneliese Rothenberger wagte 1946 unter dem Intendanten Günther Rennert ihre ersten Soloschritte in der Hamburgischen Staatsoper. Plácido Domingo debütierte im Januar 1967 als Cavaradossi in Tosca und begann so seine Erfolge in Europa, die ihn zur Weltkarriere trugen. Namen wie Montserrat Caballé, Luciano Pavarotti, Mirella Freni, Rudolf Schock, Martha Mödl, Birgit Nilsson sind mit dem Haus verbunden. Bedeutende Sänger wie Gunnar Graarud, Josef Greindl, Lawrence Winters, Gottlob Frick, Franz Grundheber, Bernd Weikl und Kurt Moll gehörten viele Jahre zum Ensemble des Hauses.

## Auszeichnungen
- 1996/1997: Opernhaus des Jahres bei der Kritikerumfrage der Opernwelt
- 2004/2005: Opernhaus des Jahres bei der Kritikerumfrage der Opernwelt
- 2014: International Opera Award für die Verdi-Trilogie (La battaglia di Legnano, I due Foscari, I Lombardi), Dirigentin Simone Young